# Terra Selvaggia (Marvel Comics)
Le Terre selvagge (o Terra selvaggia) sono un luogo geografico immaginario presente nei fumetti dell'universo Marvel. Situata sotto l'Antartide, tale zona presenta numerose curiosità e unicità, come dinosauri e animali preistorici o la presenza di vibranio, uno dei materiali più rari dell'universo Marvel. Tale zona non è però disabitata essa è popolata da diverse tribù selvagge tra cui i più spiccati e noti elementi sono Shanna e il suo consorte Ka-Zar, oppure un gruppetto di mutanti tra cui il temibile Sauron (nemico a più riprese degli X-Men che porterà a diversi team-up tra questi ultimi e le tribù locali).
Le terre selvagge sono state oggetto di attacco da parte di agenti dello S.H.I.E.L.D. (rivelatisi poi essere degli alieni Skrull) intenti ad depredare la regione delle riserve di vibranio usando le tribù come schiavi, alla fine tale condotta ha portato ad uno scontro con i Vendicatori.
Successivamente a tali avvenimenti si scopre che le tribù guidate da Ka-Zar si erano organizzate e raggruppate per un eventuale scontro, avvenuto durante la saga Secret Invasion, dove le tribù indigene assieme con l'Uomo Ragno scoprono e abbattono uno Skrull-Capitan America. Il figlio di Hulk Skaar ha preso dimora nelle terre selvagge.

## Versione Ultimate
Vi è anche una versione Ultimate delle terre selvagge dove la storia della regione differisce molto dall'originale, difatti la regione va incontro profondi mutamenti solo dopo l'arrivo di Magneto il quale dopo una iniziale convivenza pacifica decide di scacciare le tribù uccidendo i genitori di Shanna e Ka-Zar.
In questa versione i dinosauri sono presenti ma sono stati portati da Wanda mentre cercava di proteggere suo fratello da un attacco orchestrato da Magneto, con l'aiuto degli Ultimates e Wolverine le tribù hanno lanciato un attacco a Magneto e ai suoi seguaci. Durante la saga Ultimatum, Ka-Zar e Shanna assieme a Wolverine rintracciano Madrox/l'uomo multiplo per fermare lui e di conseguenza i suoi cloni che stavano operando degli attacchi suicidi in giro per il mondo, nonostante delle difficoltà il gruppo riesce nell'impresa, prima della fine della saga si viene a sapere che i mutanti rimasti vengono torturati e successivamente uccisi dalle tribù delle terre selvagge.